# Stazione di Saint-Vincent
La stazione di Saint-Vincent, (in francese gare de Saint-Vincent), è una fermata ferroviaria sospesa al servizio viaggiatori posta sulla linea Chivasso-Aosta, nel comune di Saint-Vincent.

## Storia
La stazione venne inaugurata nel 1886. Il servizio viaggiatori venne sospeso nel 1995, e contestualmente la stazione di Châtillon venne rinominata in stazione di Châtillon-Saint-Vincent.

## Strutture e impianti
La stazione dispone di un fabbricato viaggiatori a due piani. Al piano terra si trova la sala d'attesa e l'ufficio movimento. Parte della banchina a servizio dell'unico binario presente è ricoperta da una tettoia in ghisa.